# Suiko
Suiko (554 - 628) va ser la 33a emperadriu del Japó, segons l'ordre tradicional de successió i la primera dona en ascendir al Tron del Crisantem. Va regnar entre els anys 593 i 628. Abans d'ascendir al tron, el seu nom personal era Mikekashiya-hime-no-mikoto, també coneguda com a Toyomike Kashikiya hime no Mikoto. Va tenir altres noms com Princesa Nukatabe i Toyomike Kashikiya.

## Genealogia
Va ser la tercera filla de l'Emperador Kimmei. La seva mare va ser la filla de Soga no Iname, Soga no Kitashihime. L'emperadriu Suiko va ser la germana petita de l'Emperador Yomei i van tenir la mateixa mare.

## Biografia
Com a princesa, va ser consort del seu germanastre, l'Emperador Bidatsu. Després de la mort de la primera esposa de l'Emperador Bidatsu, ella va assolir el títol d'Okisaki (consort oficial del Emperador). Va tenir dos fills i tres filles.
Després de la mort del seu marit-germanastre, l'Emperador Yomei ascendeix al tron, però només va regnar durant dos anys abans de morir per una malaltia. Després de la mort del Emperador Yomei, va esclatar una lluita de poder entre els clans Soga i Mononobe. Els Soga donaven suport al príncep Hatsusebe i els Mononobe donaven suport al príncep Anahobe. Amb la victòria del clan Soga, el príncep Hatsusebe assoleix el tron amb el nom d'Emperador Sushun a l'any 587. Però el poder del Emperador Sushun va portar friccions amb el líder del clan, Soga no Umako, i aquest últim, tement que l'emperador actuàs primer, el va assassinar l'any 592.